# Гопане, Саймон
Саймон Гопане (англ. Simon Gopane; род. 26 декабря 1970, Блумфонтейн) — южноафриканский футболист, вратарь.

## Клубная карьера
Воспитанник клуба «Блумфонтейн Селтик». Наибольшую часть карьеры провел именно в нём. В 2005 году он помог команде завоевать национальный трофей — Кубок Восьми. После завершении карьеры футболиста, Гопане работал с вратарями в родной команде, а также возглавлял местный клуб низшей лиги «Росес Юнайтед» из Блумфонтейна.

## Карьера в сборной
Саймон Гопане впервые был вызван перед началом Кубок африканских наций в Буркина-Фасо. В её составе голкипер дебютировал в поединке групповой стадии против Намибии, в котором ЮАР одержал победу со счетом 4:1. На том турнире команда «Бафана Бафана» завоевала серебро.
Несмотря на континентальный успех, Гопане не должен был попадать в заявку сборной Чемпионат мира во Франции. Однако из-за форс-мажорной ситуации голкипер поехал на мундиаль. Дело в том, что основной страж ворот Андре Андренсе травмировался перед самым стартом турнира. Его сменщик, Пол Эванс, также получил повреждение вскоре после прибытия на чемпионат. В такой ситуации тренер ЮАР Филипп Трусье срочно вызвал в расположение Гопане. На первенстве планеты вратарь занимал место на скамейке запасных в последних двух матчах. После мундиаля Гопане в сборную не вызывался.

## Достижения
- Финалист Кубка африканских наций: 1998.
- Обладатель Кубка Восьми: 2005.